# Bío-Bío (fiume)
Il Bío-Bío è uno dei fiumi più importanti del Cile. Per lunghezza è il secondo maggior fiume del paese e, per estensione di bacino, il terzo dopo il Loa e il Baker.
Nasce nella laguna Galletué nella punta nord-orientale della Regione dell'Araucanía delle montagne delle Ande, vicino al confine internazionale con l'Argentina. Da lì, girato gran parte della zona sud della valle centrale, attraversando le Province di Biobío e la di Concepción, nella Regione del Bío Bío. Sfocia nell'Oceano Pacifico poco a valle della città di Concepción..

## Idrografia
Il Bío-Bío nasce nella riva occidentale della laguna Galletué, nella riserva nazionale omonima. Il fiume scorre verso est, e pochi chilometri dopo, riceve l'acqua dalla vicina laguna Icalma. Lentamente il suo corso comincia a curvare verso nord-ovest scorrendo nelle valli delle Ande e ricevendo acqua da alcuni piccoli fiumi, come il Lonquimay e il Rahue. L'Alto Bío-Bío, come viene chiamato localmente il corso superiore del fiume, inizia a stiparsi sui versanti pre-cordiglierani, aumentando la velocità delle sue acque.
Quando scorre nella Depressione Intermedia, il fiume attraversa zone prevalentemente piatte passando da 60 a 120 metri di larghezza, grazie ai fiumi Duqueco e Bureo, quindi diminuisce la velocità, rendendo possibile la navigazione in alcune aree. In questa zona riceve l'acqua dal fiume Vergara, vicino alla città di Negrete, e di alcuni altri fiumi come il Malleco e il Renaico, drenando gran parte del bacino meridionale dopo aver ricevuto l'acqua dai corsi d'acqua Malleco, Renaico e Rahue.
A est della Cordillera della Costa, vicino alla città di San Rosendo e La Laja, sbocca il fiume Laja, il principale affluente considerando la sua portata. Il fiume Bío-Bío continua ad aumentare di larghezza in modo significativo, raggiungendo due chilometri alla sua foce sull'Oceano Pacifico, vicino a San Pedro de la Paz, nell'area metropolitana della Gran Concepción.